# Zoran Tucić
Zoran Tucić (serbisk kyrilliska: Зоран Туцић) född 30 oktober 1961 i Šabac i Serbien (dåvarande Jugoslavien), är en serbisk serieskapare.
Han är skapare av bland annat "Vorloh" (1984-1985, serieförfattare: Ljuan Koka, Aleksandar Timotijević), "Niti snova o moći" (1986-1987, serieförfattare: Ljuan Koka), "Third argument" (1995, serieförfattare: Milorad Pavić, Zoran Stefanović) "Adam Wild" (2014, serieförfattare: Gianfranco Manfredi)...